# China Datang Corporation
China Datang Corporation (CDT) er en statsejet kinesisk elproducent, der blev etableret i 2002 med basis i det tidligere State Power Corporation of China.
Datterselskaber omfatter Datang International Power Generation Company (大唐国际发电股份) og Datang Renewable Power Company.